# Glenea paralambi
Glenea paralambi é uma espécie de escaravelho da família Cerambycidae. Foi descrita por Stephan von Breuning em 1972.